# Innsbrucker Klettersteig

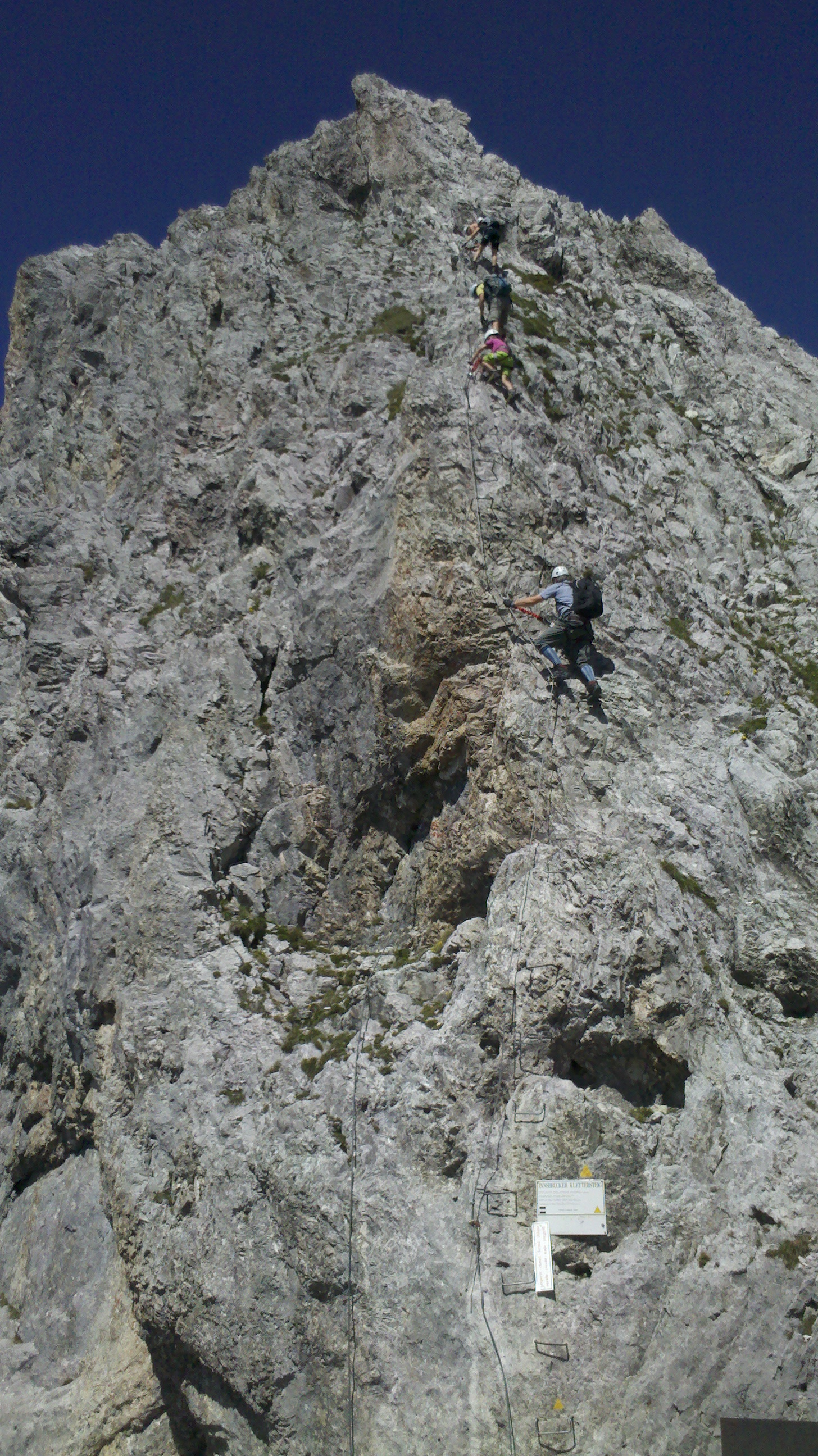
Einstieg bei der Bergstation Hafelekar

Der Innsbrucker Klettersteig ist ein Klettersteig, der über sieben Gipfel der Innsbrucker Nordkette im Karwendel führt. Die Nordkettenbahn bietet während der Öffnungszeiten des Klettersteigs, welcher im Winter geschlossen ist, spezifische Klettersteigtickets an. Der Klettersteig wurde im Jahr 1986 eröffnet.

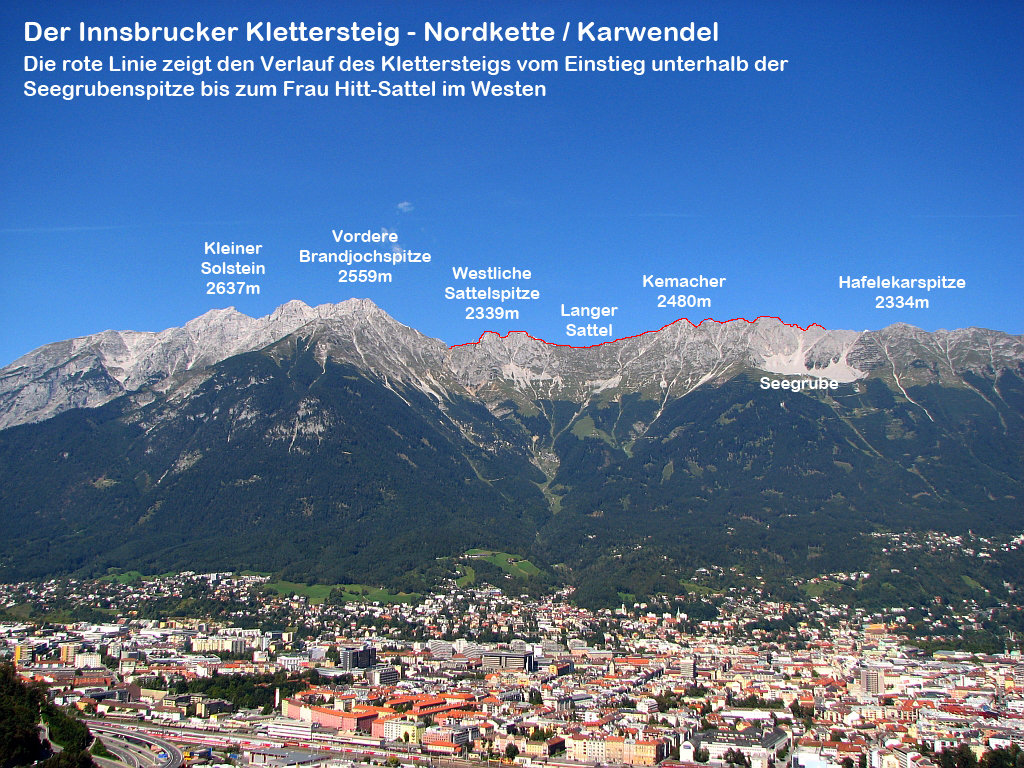
Der Verlauf des Innsbrucker Klettersteigs zwischen Seegrubenspitze und Frau Hitt-Sattel

## Verlauf
Die Route beginnt westlich der Bergstation Hafelekarhaus (2269 m ü. A.) der Nordkettenbahn unterhalb der Hafelekarspitze und verläuft über die Seegrubenspitze (2350 m ü. A.), die drei Kaminspitzen (Östliche Kaminspitze (2435 m ü. A.), Mittlere Kaminspitze (2435 m ü. A.), Westliche Kaminspitze (2445 m ü. A.)), den Kemacher (2480 m ü. A.), den Langen Sattel (2258 m ü. A.) und die Westliche Sattelspitze (2339 m ü. A.) zur Frau Hitt bzw. zum Frau Hitt-Sattel (2235 m ü. A.), von wo der Schmidhubersteig zurück zur Mittelstation Seegrube (1905 m ü. A.) der Nordkettenbahn führt. Alternativ ist auch ein Abstieg vom Langen Sattel zur Seegrube möglich.

## Schwierigkeit
Die Gehzeit wird in der Literatur mit bis zu sechs Stunden angegeben, die Länge der Route mit zweieinhalb Kilometern. Die Schwierigkeitsstufe beträgt C/D.